# قضبان نابير

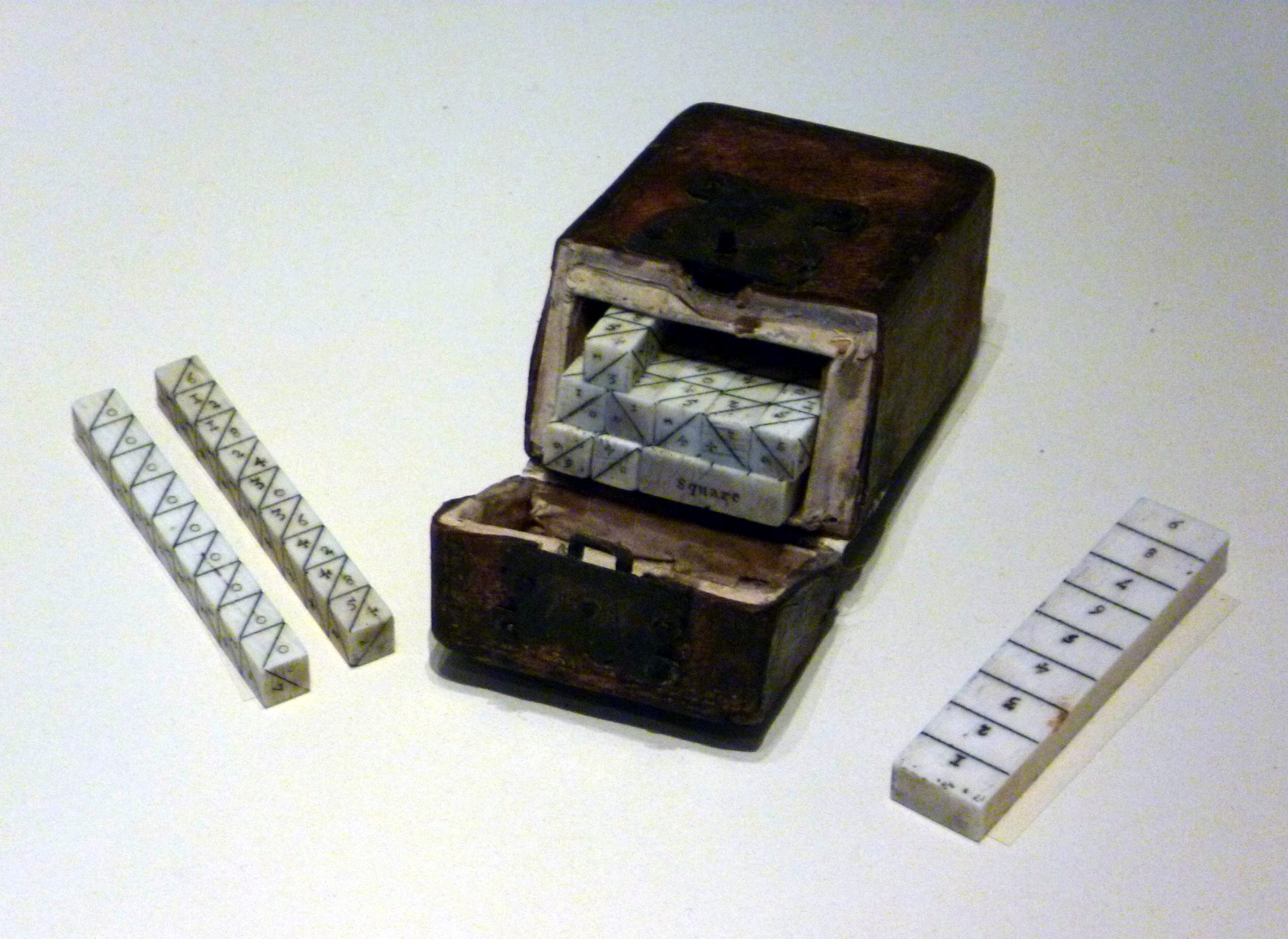
مجموعة من قضبان نابير

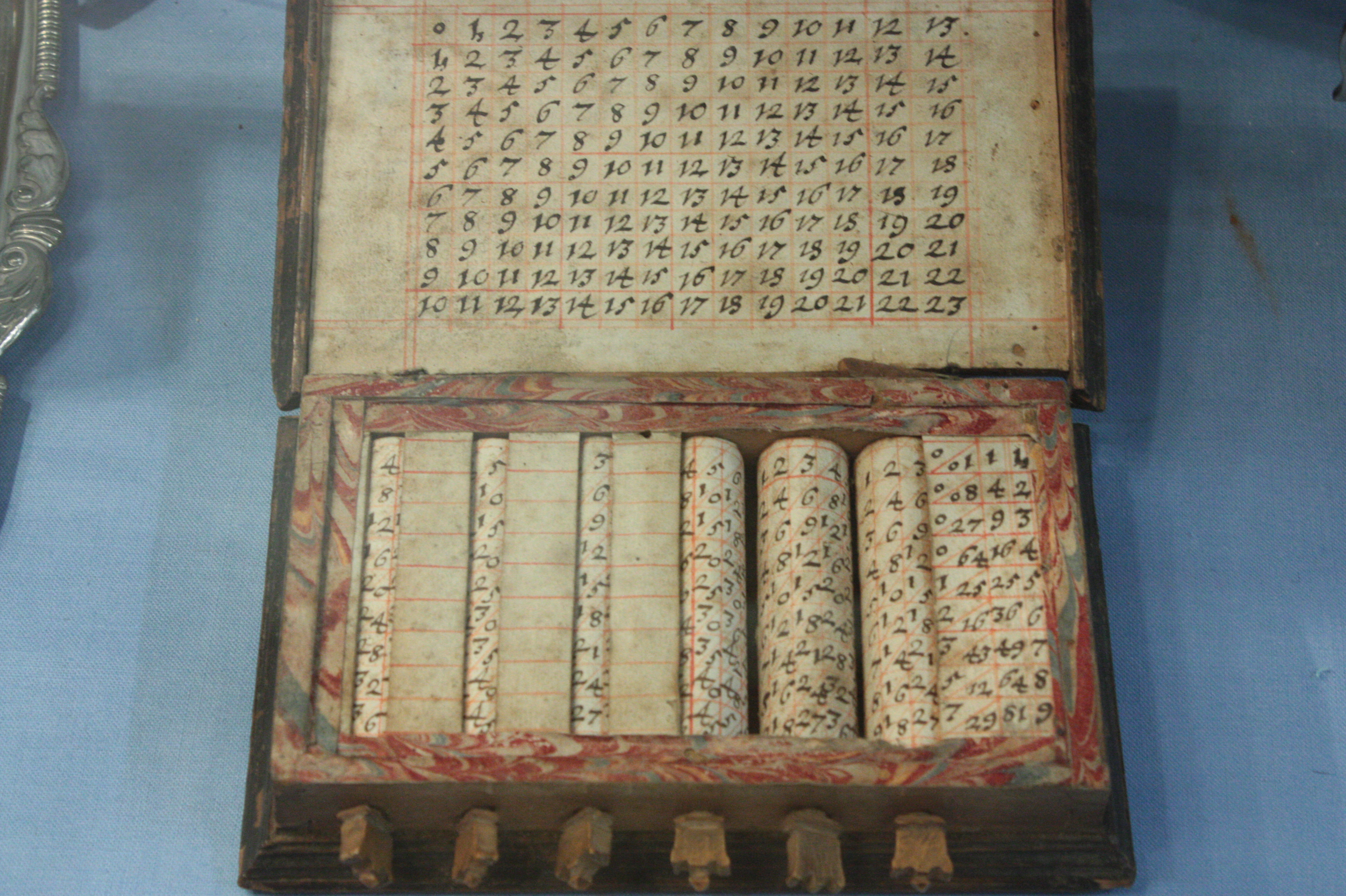
مجموعة غير عادية من قضبان نابير تعود إلى القرن الثامن عشر حيث تكون الأعداد على أسطوانات دوارة بدلاً من قضبان ذات مقطع عرضي مربع.

قضبان نابير أو عُظَيْمَات نابير (بالإنجليزية: Napier's bones أو Napier's rods) هي جهاز حساب يُشغّل يدويًا، اخترعه جون نابير من مرشستون باسكتلندا لحساب جداءات وحواصل قسمة الأعداد. اعتمدت الطريقة على الضرب الشبكي، وتسمى أيضًا الحساب بالقضبان (بالإنجليزية: Rabdology)، وهي كلمة اخترعها نابير. نشر نابير نسخته عام 1617. طُبعت في إدنبرة وإهدائه إلى راعيه ألكساندر سيتون.
باستخدام جداول الضرب المضمنة في القضبان، يمكن اختزال الضرب إلى عمليات الجمع والقسمة إلى عمليات الطرح. الاستخدام المتقدم للقضبان يمكن أن يستخرج الجذور التربيعية. عظيمات نابير ليست مثل اللوغاريتمات، التي يرتبط بها اسم نابير أيضًا، ولكنها تعتمد على جداول الضرب المقطَّعة.